# Керимов, Юсиф Мусеибович
Керимов, Юсиф Мусеибович (азерб. Yusif Museyib oğlu Kərimov; 25 октября 1926, Ленкорань, Азербайджанская ССР, СССР — 29 ноября 1997, Баку) — инженер, изобретатель. Почетный энергетик СССР. Почетный инженер Азербайджана. Один из основателей гидроэлектрической отрасли Азербайджана.

## Биография
Окончил Азербайджанский индустриальный институт в 1948 году.
В 1968—1980 годах возглавлял Министерство Энергетики и Электрификации Азербайджанской ССР, которое впоследствии было преобразовано в Главное Управление Энергетики и Электрификации («Азглавэнерго»).
Начальник производства «Азглавэнерго» (в настоящее время «Азерэнержи»). 
Является автором многочисленных научных работ, статей и патентов, которые по сей день используются во всем мире, в том числе в Азербайджане, США, Канаде, Австралии, Японии и других странах. 

## Награды
- Почетный энергетик СССР
- Почетный инженер Азербайджана

## Основные научные труды
- US 3992566 (A), Aerodynamic aerial conductor vibration damper, KERIMOV JUSIF MUSEIBOVICH, Nov 16, 1976

## Интервью
- «Энергетика буксует на мазуте», «Неделя», 03.23.2001